# Under the water-line
Under the water-line is een muziekalbum van Ten Sharp uit 1991. Onder deze titel werden in Nederland een cd en een elpee uitgebracht die van elkaar verschillen. Ook verschillen buitenlandse releases van elkaar. Op de Nederlandse elpee staan vijf nummers die ook op een single verschenen: When the snow falls (1985 en 1991), You (1991), Ain't my beating heart (1991), When the spirit slips away (1991) en Rich man (1992).
Het album bereikte in verschillende landen de top 10 en in Nederland de zevende positie van de Album Top 100. Het album werd in 1992 door Conamus bekroond met de Exportprijs en behaalde goud in Frankrijk, Duitsland, Zwitserland, Zweden, Noorwegen en Finland. In Nederland bereikte het album de platina status.

## Nummers
Hieronder staan de nummers zoals ze op de Nederlandse elpee en cd zijn uitgebracht:

### Elpee
| Nummer | Naam                       | Duur |
| ------ | -------------------------- | ---- |
| A1     | You                        | 4:32 |
| A2     | When the spirit slips away | 4:43 |
| A3     | Rich man                   | 4:46 |
| A4     | Ain't my beating heart     | 4:14 |
| A5     | Lonely heart               | 4:53 |
| B1     | Who needs women            | 4:39 |
| B2     | Some sails                 | 4:15 |
| B3     | Ray                        | 4:01 |
| B4     | When the snow falls        | 5:13 |
| B5     | Closing hour               | 3:58 |

### Cd
| Nummer | Naam                       |
| ------ | -------------------------- |
| 1      | You                        |
| 2      | Ain't my beating heart     |
| 3      | When the spirit slips away |
| 4      | Ray                        |
| 5      | When the snow falls        |
| 6      | Who needs women            |
| 7      | Lonely heart               |